# Scrupocellaria arctica
Scrupocellaria arctica är en mossdjursart som först beskrevs av Busk 1855.  Scrupocellaria arctica ingår i släktet Scrupocellaria och familjen Candidae. Inga underarter finns listade i Catalogue of Life.